# Chrysomela vigintipunctata
Chrysomela vigintipunctata es una especie de insecto coleóptero de la familia Chrysomelidae. Fue descrita científicamente en 1763 por Scopoli.
Se encuentran en Europa, Mongolia, Rusia, Lejano Oriente y Japón.